# Aeroportul Borg El Arab
Aeroportul Borg El Arab (IATA: HBE, ICAO: HEBA) este un aeroport din Alexandria, Al Iskandariyah, Egipt ce deservește zona Al Iskandariyah. Aeroportul a fost tranzitat în decembrie 2022 de 146.023 de pasageri.
Situat la o altitudine de 53 m, aeroportul dispune de o singură pistă. Este operat de Egyptian Airports Company⁠(d).